# وتاو
وتاو (به آلمانی: Wethau) یک شهر در آلمان است که در کرتسشاو واقع شده‌است. وتاو  ۱٬۰۱۸ نفر جمعیت دارد.